# Xã Wold, Quận Traill, Bắc Dakota
Xã Wold (tiếng Anh: Wold Township) là một xã thuộc quận Traill, tiểu bang Bắc Dakota, Hoa Kỳ. Năm 2010, dân số của xã này là 100 người.